# Блиньи-ле-Бон
Блиньи́-ле-Бон (фр. Bligny-lès-Beaune) — коммуна во Франции, находится в регионе Бургундия. Департамент коммуны — Кот-д’Ор. Входит в состав кантона Бон-Юг. Округ коммуны — Бон.
Код INSEE коммуны — 21086.

## Население
Население коммуны на 2010 год составляло 1224 человека.
| 1962 | 1968 | 1975 | 1982 | 1990 | 1999 | 2010 |
| ---- | ---- | ---- | ---- | ---- | ---- | ---- |
| 520  | 552  | 695  | 948  | 1076 | 1171 | 1224 |

## Экономика
В 2010 году среди 788 человек трудоспособного возраста (15—64 лет) 571 были экономически активными, 217 — неактивными (показатель активности — 72,5 %, в 1999 году было 72,0 %). Из 571 активной жителей работали 529 человек (276 мужчин и 253 женщины), безработных было 42 (25 мужчин и 17 женщин). Среди 217 неактивных 82 человека были учениками или студентами, 90 — пенсионерами, 45 были неактивными по другим причинам.